# Хромозом 19 (човек)
Хромозом 19 је аутозомни хромозом деветнаести по величини у хуманом кариотипу. Према положају центромере припада метацентричним хромозомима. Према Денверској конференцији из 1960. године сврстан је у F групу. Изграђен је од 67 милиона парова база ДНК што представља од 2-2,5 укупне количине ДНК у ћелији.

## Мапирани гени и болести/поремећаји
Гени мапирани на овом хромозому узрокују следеће болести и поремећаје:
- осетљивост на коксаки вирус
- циклична хематопоеза
- склоност крварењу
- муколитидоза
- глутарацидурија, тип 1
- липосарком
- епизодична атаксија, тип 2
- спиноцеребрална и церебрална атаксија
- акутна мијелоидна леукемија
- алфаманоцитоза, типови 1 и 2
- Алцхајмерова болест, касни почетак
- хиперкалцемија
- орофацијални расцеп
- мишићна дистрофија
- атеросклероза
- глиобластом
- Ксеродерма пигментозум
- породична хиперхолестеролемија и др.